# تاشکین آکسوی
تاشکین آکسوی (انگلیسی: Taşkın Aksoy؛ زادهٔ ۱۳ ژوئن ۱۹۶۷) بازیکن فوتبال اهل ترکیه است.
از باشگاه‌هایی که در آن بازی کرده‌است می‌توان به باشگاه فوتبال هرتابرلین، باشگاه ورزشی کوکائلی اسپور، باشگاه فوتبال قیصریه‌اسپور، و باشگاه ورزشی بولوسپور اشاره کرد.